# Lecanora mikuraensis
Lecanora mikuraensis är en lavart som beskrevs av Miyawaki. Lecanora mikuraensis ingår i släktet Lecanora och familjen Lecanoraceae.   Inga underarter finns listade i Catalogue of Life.